# Emma Suárez

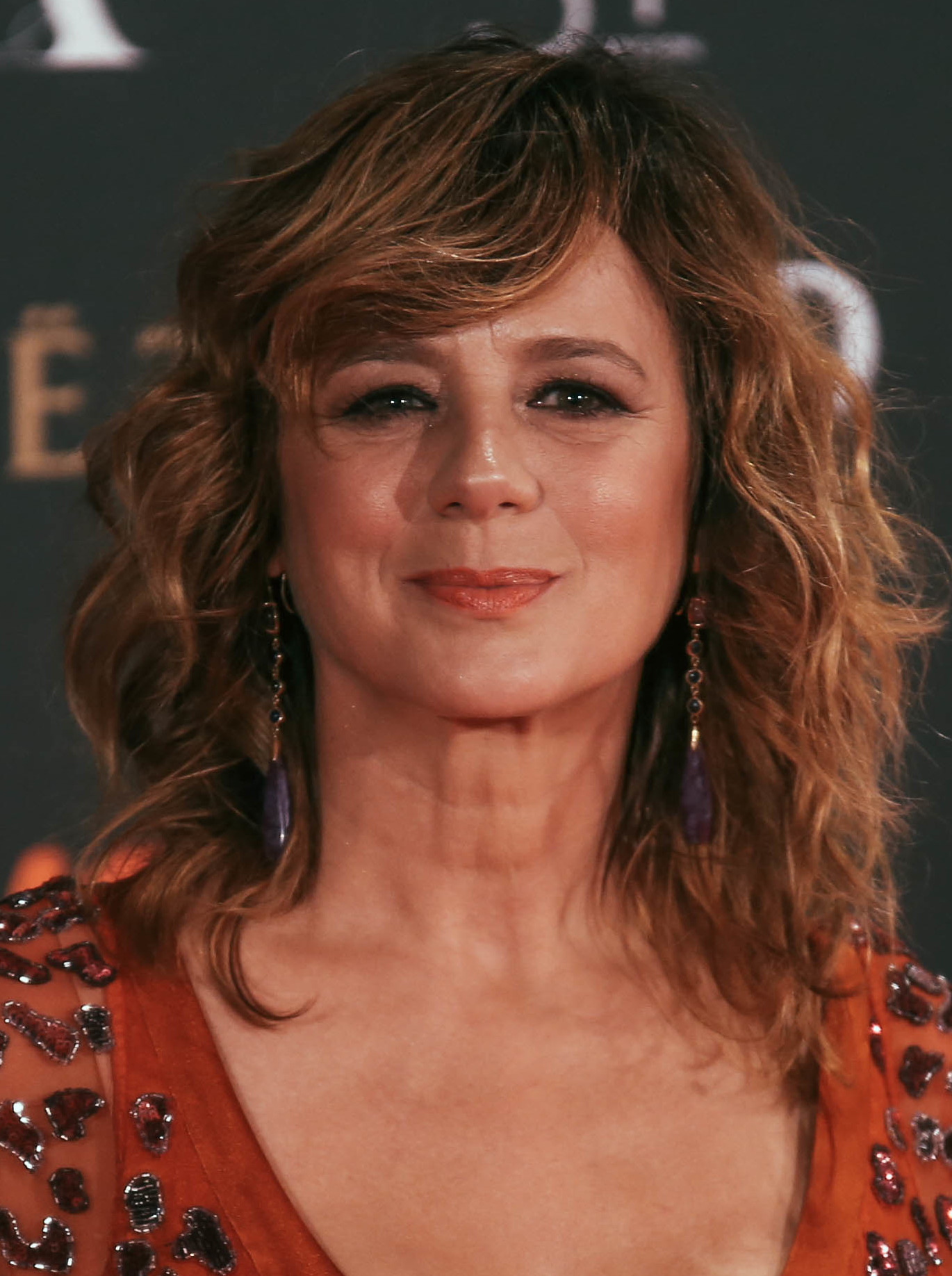
Emma Suárez

Emma Suárez (* 25. Juni 1964 in Madrid) ist eine spanische Schauspielerin und mehrfache Goya-Preisträgerin.

## Leben
Emma Suárez wurde mit 14 Jahren bei einem Casting für den Film Memorias de Leticia Valle entdeckt. Sie beschloss sich professionell der Schauspielerei zu widmen und war dann in Film, Fernsehen und Theater zu sehen.
Für die Romanze El perro del hortelano wurde sie 1997 mit dem Goya als Beste Hauptdarstellerin ausgezeichnet. 2017 wurde sie als Beste Hauptdarstellerin für das Melodram Julieta und als Beste Nebendarstellerin für den Thriller La propera pell geehrt. In der spanischen Netflixserie Rein privat spielte sie die Rolle von Miren.

## Filmografie (Auswahl)
- 1979: Memorias de Leticia Valle
- 1984: Sesión continua
- 1986: Tristeza de amor (Fernsehserie, 13 Folgen)
- 1989: Der Teufel und seine zwei Töchter (Blancaflor, la hija del diablo)
- 1991: Blutwind (Contra el viento)
- 1992: Kühe (Vacas)
- 1993: Das rote Eichhörnchen (La ardilla roja)
- 1996: Tierra
- 1996: El perro del hortelano
- 1997–1998: Querido maestro (Fernsehserie, 25 Folgen)
- 2003: Sansa – Durch die weite Welt (Sansa)
- 2003: El pantano (Fernsehserie, 9 Folgen)
- 2004: Horaz de luz
- 2007: Bajo las estrellas
- 2008: Óscar. Una pasión surrealista
- 2008: Cazadores de hombres (Fernsehserie, 8 Folgen)
- 2010: La mosquitera
- 2016: Julieta
- 2016: La propera pell
- 2017: La Zona – Do not cross (Fernsehserie, 6 Folgen)
- 2018: Der Überfall – Es geht um mehr als Geld (70 Binladens)
- 2019: Criminal (Fernsehserie, 3 Folgen)
- 2019: La influencia – Böser Einfluss (La influencia)
- 2020: Néboa (Fernsehserie, 8 Folgen)
- 2022: La consagración de la primavera
- 2022: Rein privat (Intimidad) (Fernsehserie, 8 Folgen)
- 2023: Alguien que cuide de mí
- 2024: Reina Roja (Fernsehserie, 7 Folgen)
- 2024: Desmontando un elefante
- 2025: Der Gärtner (Serie Netflix, 6 Folgen)
- 2025: The Birthday Party